# Puchacz plamisty
Puchacz plamisty (Bubo africanus) – gatunek średniej wielkości ptaka z rodziny puszczykowatych (Strigidae). Występuje w Afryce Subsaharyjskiej. Nie jest zagrożony wyginięciem.

## Taksonomia
Po raz pierwszy gatunek opisał Coenraad Jacob Temminck w 1821. Do opisu, sporządzonego w języku francuskim, dołączona była tablica barwna opatrzona numerem 50. Holotyp pochodził z Przylądka Dobrej Nadziei. Okazy muzealne miały być przechowywane w zbiorach w Paryżu i Holandii. Nowemu gatunkowi autor nadał nazwę Strix africanus.
Obecnie (2024) Międzynarodowy Komitet Ornitologiczny (IOC) umieszcza puchacza plamistego w rodzaju Bubo. Uznaje go za gatunek monotypowy. Niektórzy autorzy wyróżniają 2 podgatunki: nominatywny i B. a. tanae, choć ten ostatni może stanowić jasną formę, nie odrębny podgatunek. Za podgatunek puchacza plamistego dawniej uznawany był puchacz arabski (B. milesi) z Półwyspu Arabskiego. Prócz izolacji geograficznej odróżnia go również upierzenie oraz głos, co w 2019 roku Collar i Boesman uznali za wystarczające przesłanki, by traktować go jako osobny gatunek. Również puchacza szarego (B. cinerascens) często uznawano za podgatunek puchacza plamistego, ale różni się morfologią, a ponadto w miejscach, gdzie ptaki te współwystępują, nie stwierdzono krzyżowania między nimi.

## Zasięg występowania
Puchacz plamisty zamieszkuje obszar od południowego Gabonu na wschód po Demokratyczną Republikę Konga (na południe od lasów deszczowych), południową Ugandę oraz centralną Kenię, na południe po RPA. Wyróżniany przez część autorów podgatunek B. a. tanae występuje w południowo-wschodniej Kenii w środkowym i dolnym biegu rzeki Tana i na wzgórzach Lali Hills.

## Morfologia
Długość ciała wynosi 40–45 cm, masa ciała 490–620 g u samców i 640–850 g u samic, zaś rozpiętość skrzydeł 100–113 cm.
Samce puchaczy plamistych są przeważnie jaśniejsze od samic. Szlara ma barwę od białawej po jasnoochrową, pokrywają ją drobne ciemne paski i czarniawa obwódka. Tęczówka zwykle jaskrawożółta, rzadko pomarańczowożółta. Woskówka szara, dziób czarny, broda biała. Puchacze plamiste mają dobrze widoczne „uszy” z piór. Wierzch ciała pokrywają popielatobrązowe pióra z białawymi lub jasnopłowymi plamkami. Zewnętrzne chorągiewki barkówek zdobią większe białe obszary, nietworzące jednak dobrze widocznego białego pasa charakterystycznego dla wielu innych sów. Lotki i sterówki są jasno-ciemno paskowane. Spód ciała białawy z drobnymi ciemnymi paskami. W górnej części piersi dostrzec można kilka ciemnych szarobrązowych plam. Brzuch cechuje niemal czysto biały kolor, choć widoczny jest jasnopłowy nalot. Skoki porośnięte są brudnobiałymi piórami z kilkoma bladobrązowymi paskami. Palce są pokryte piórami niemal po same końce. Rzadko u puchaczy plamistych występuje brązowa odmiana barwna. Barwa tła jest jaśniejsza niż u opisanej powyżej odmiany.

## Ekologia i zachowanie
Puchacze plamiste zamieszkują otwarte lub półotwarte zadrzewione tereny z krzewami (przeważnie cechujące się skąpą pokrywą roślinną na podłożu), sawannę z ciernistymi krzewami i porozrzucanymi drzewami oraz kamieniste zbocza ze skupiskami drzew i krzewów. Obecne są również na półpustyniach, jak Kalahari. Unikają gęstych lasów deszczowych. Odnotowywane były od poziomu morza do 2100 m n.p.m. Bywają stwierdzane lęgi w dużych ogrodach. W południowej części Afryki najczęściej obserwowano puchacze plamiste w miombo. Są oportunistami, żywią się stawonogami, małymi ssakami i ptakami. W południowej Afryce wśród zdobyczy przeważają gryzonie. Choć zasięg puchacza plamistego pokrywa się z zasięgami puchaczy: przylądkowego (C. capensis) i mlecznego (B. lacteus), nie stwierdzono, by występowała między nimi konkurencja lub inne oddziaływania.

### Lęgi

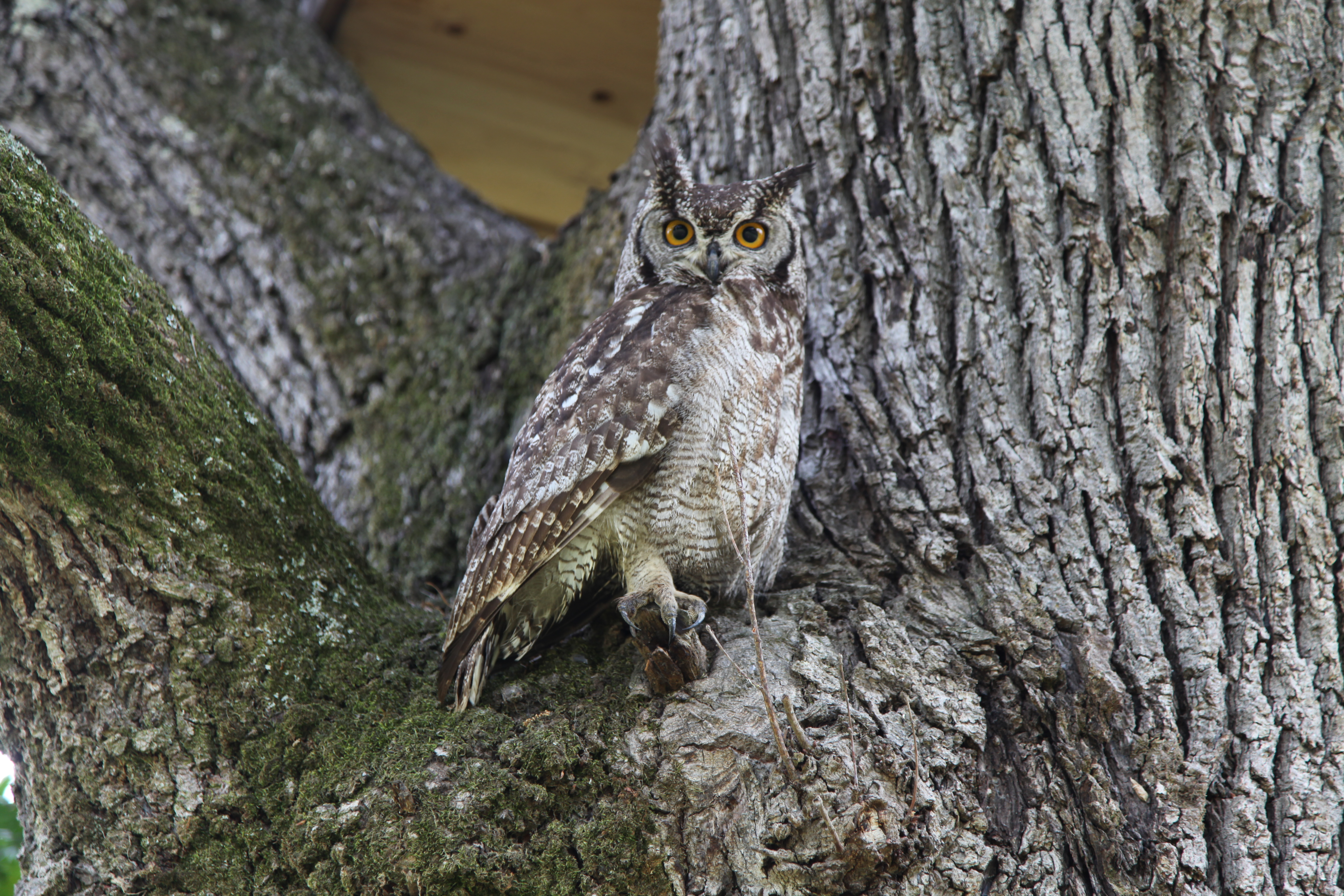
Dwumiesięczny puchacz plamisty

Zniesienia w południowej Afryce przypadają na okres od lipca do lutego, głównie od lipca do października. W innych częściach kontynentu pora lęgowa zmienna, wydaje się być skorelowana z suchą pogodą. Gniazdo ma formę płytkiego zagłębienia w ziemi między skałami, w osłoniętym miejscu na klifie, w pustym pniu lub w opuszczonym gnieździe większego ptaka w formie platformy. Niekiedy puchacze plamiste używają jako miejsca na gniazdo również otworów w ścianach budynków. Gniazda na ziemi osłonięte są trawą lub krzewem, bywają umieszczane również na stromym zboczu lub skarpie. Te same miejsca mogą być wybierane przez kilka lat. Zwykle zniesienie liczy 2–4 białe jaja. Składane są w odstępach 1–4 dni. Ich średnie wymiary to 49,1 na 41,1 mm. Wysiadywanie rozpoczyna się po zniesieniu pierwszego jaja i trwa 30–32 dni. Podczas gdy samica wysiaduje, samiec zapewnia partnerce pokarm. Młode klują się ślepe, otwierają oczy po 7 dniach. Przez pierwsze dwa tygodnie życia tęczówka stopniowo zmienia barwę z szarej na żółtą. Młode opuszczają gniazdo i zaczynają poznawać okolicę zwykle po 4–6 tygodniach życia, a po 7 tygodniach są już zdolne do lotu. Rodzice zajmują się nimi jeszcze 5 tygodni po opierzeniu. Obserwowano, jak młode puchacze plamiste 7 tygodni po opierzeniu skutecznie polują. Nie jest jednak znany dokładny wiek uzyskania samodzielności. Dojrzałość płciową uzyskują rok po opierzeniu.

## Status
IUCN klasyfikuje puchacza plamistego jako gatunek najmniejszej troski (LC, Least Concern). Liczebność populacji nie została oszacowana, ale ptak ten opisywany jest jako szeroko rozprzestrzeniony i pospolity, choć w Ugandzie i Kenii jest rzadki. Ze względu na brak dowodów na spadki liczebności bądź istotne zagrożenia dla gatunku BirdLife International określa trend populacji jako najprawdopodobniej stabilny. W południowej Afryce znacząca liczba ptaków ginie w wyniku kolizji z pojazdami (dane z końca lat 90. XX wieku).